# خوزه لوئیس دوس
خوزه لوئیس دوس (انگلیسی: José Luis Deus؛ زادهٔ ۱۲ ژانویهٔ ۱۹۷۷) بازیکن فوتبال اهل اسپانیا است.
از باشگاه‌هایی که در آن بازی کرده‌است می‌توان به باشگاه فوتبال هرکولس، باشگاه خیمناستیک تاراگونا، باشگاه فوتبال دپورتیوو لاکرونیا، باشگاه ورزشی براگا، و باشگاه فوتبال خرز اشاره کرد.
وی همچنین در تیم‌های ملی فوتبال زیر ۱۸ سال اسپانیا، زیر ۲۰ سال اسپانیا، و زیر ۲۱ سال اسپانیا بازی کرده‌است.